# Rügersberg
Rügersberg ist ein Gemeindeteil des Markts Weidenberg im Landkreis Bayreuth (Oberfranken, Bayern). Rügersberg liegt in der Gemarkung Mengersreuth.

## Geografie
Das Dorf besteht aus fünf Einzelsiedlungen, die am Hang des Auenbergs liegen. Eine Gemeindeverbindungsstraße führt nach Mengersreuth zur Staatsstraße 2181 (1,3 km südlich) bzw. nach Kattersreuth (1 km nördlich). Ein Anliegerweg führt nach Kolmreuth (0,5 km südöstlich).

## Geschichte
Der Ort wurde im Jahr 1119 als „Ruikersberg“ erstmals urkundlich erwähnt. Das Bestimmungswort des Ortsnamens ist der Personenname Rutger.
Gegen Ende des 18. Jahrhunderts bestand Rügersberg aus 9 Anwesen (4 Söldengütlein, 2 Güter, 1 Gütlein, 2 Halbgütlein). Die Hochgerichtsbarkeit stand dem bayreuthischen Stadtvogteiamt Bayreuth zu. Die Dorf- und Gemeindeherrschaft sowie die Grundherrschaft über sämtliche Anwesen hatte das Amt Weidenberg.
Von 1797 bis 1810 unterstand der Ort dem Justiz- und Kammeramt Bayreuth. Mit dem Gemeindeedikt wurde Wildenreuth dem 1812 gebildeten Steuerdistrikt Mengersreuth zugewiesen. Zugleich entstand die Ruralgemeinde Rügersberg, zu der Kattersreuth und Wildenreuth gehörten. Sie war in Verwaltung und Gerichtsbarkeit dem Landgericht Weidenberg zugeordnet und in der Finanzverwaltung dem Rentamt Bayreuth. Mit dem Gemeindeedikt von 1818 erfolgte die Eingliederung in die Ruralgemeinde Mengersreuth. Am 1. Juli 1972 wurde Rügersberg nach Weidenberg eingemeindet.

### Einwohnerentwicklung
| Jahr      | 001818 | 001861 | 001871 | 001885 | 001900 | 001925 | 001950 | 001961 | 001970 | 001987 |
| Einwohner | *      | 80     | 74     | 75     | 58     | 45     | 64     | 62     | 67     | 50     |
| Häuser    | *      |        |        | 10     | 10     | 9      | 10     | 10     |        | 12     |
| Quelle    | [ 7 ]  | [ 10 ] | [ 11 ] | [ 12 ] | [ 13 ] | [ 14 ] | [ 15 ] | [ 16 ] | [ 17 ] | [ 1 ]  |

## Religion
Rügersberg ist seit der Reformation evangelisch-lutherisch geprägt und nach St. Michael (Weidenberg) gepfarrt.